# Third Degree (Flying Colors)
Third Degree è il terzo album in studio del supergruppo statunitense Flying Colors, pubblicato il 4 ottobre 2019 dalla Mascot Label Group.

## Tracce
Testi e musiche dei Flying Colors.
1. The Loss Inside – 5:50
2. More – 7:09
3. Cadence – 7:40
4. Guardian – 7:10
5. Last Train Home – 10:31
6. Geronimo – 5:19
7. You Are Not Alone – 6:21
8. Love Letter – 5:09
9. Crawl – 11:14

CD bonus nell'edizione limitata
1. Waiting for the Sun (Unreleased Bonus Studio Track) – 8:55
2. Geronimo (Instrumental Arrangement & Mix) – 5:19
3. You Are Not Alone (Instrumental Arrangement & Mix) – 4:21
4. Love Letter (Alternate Acoustic Arrangement & Mix) – 5:12
5. Last Train Home (Instrumental Arrangement & Mix) – 11:17
6. Crawl (Instrumental Arrangement & Mix) – 7:49

## Formazione
Gruppo
- Casey McPherson – voce principale, chitarra
- Steve Morse – chitarra solista
- Dave LaRue – basso
- Neal Morse – voce, tastiera, chitarra acustica
- Mike Portnoy – batteria, percussioni, battimani, voce

Altri musicisti
- Chris Carmichael – arrangiamento ed esecuzione strumenti ad arco (eccetto tracce 4 e 5)
- Thomas Cuce – battimani (traccia 8)

Produzione
- Flying Colors – produzione
- Bill Evans – produzione esecutiva, HPAR, ingegneria post-produzione
- Rich Mouser – missaggio, mastering
- Jerry Guidroz – ingegneria del suono
- Brian Moritz – ingegneria del suono
- Thomas Cuce – ingegneria del suono
- Matthew Parmenter – ingegneria del suono
- Bouchra Azizy – montaggio digitale aggiuntivo